# Marco Martinelli (pallavolista)
Marco Martinelli (Rovereto, 9 ottobre 1965) è un ex pallavolista italiano.
Giocava nel ruolo di centrale.

## Carriera
È stato un rappresentante della cosiddetta generazione di fenomeni della nazionale italiana negli anni 90 del XX secolo.

## Palmarès

### Club
- Coppa Italia: 1

Daytona: 1993-94